# Arktisk Kommando
Das Arktisk Kommando („Arktisches Kommando“) ist ein Teil der dänischen Streitkräfte und untersteht dem gemeinsamen Verteidigungskommando.

## Aufgaben
Im Frieden besteht die Aufgabe des Arktisk Kommando in der Sicherung der Souveränität der Reichsgemeinschaft, indem es Grönland, die Färöer und die umliegenden Gewässer bewacht. Das Kommando ist auch für Fischereiaufsicht, maritime Dienstleistungen, Patiententransport und weitere soziale Aufgaben zuständig. In den Verhandlungen zum Verteidigungsabkommen von 2010 bis 2012 wurde beschlossen, das Færøernes Kommando und das Grønlands Kommando zugunsten des gemeinsamen Arktisk Kommando aufzulösen. Dieses fungiert seit dem 31. Oktober 2012 als koordinatorische Verbindung zwischen den Streitkräften und den örtlichen Behörden.

## Gliederung

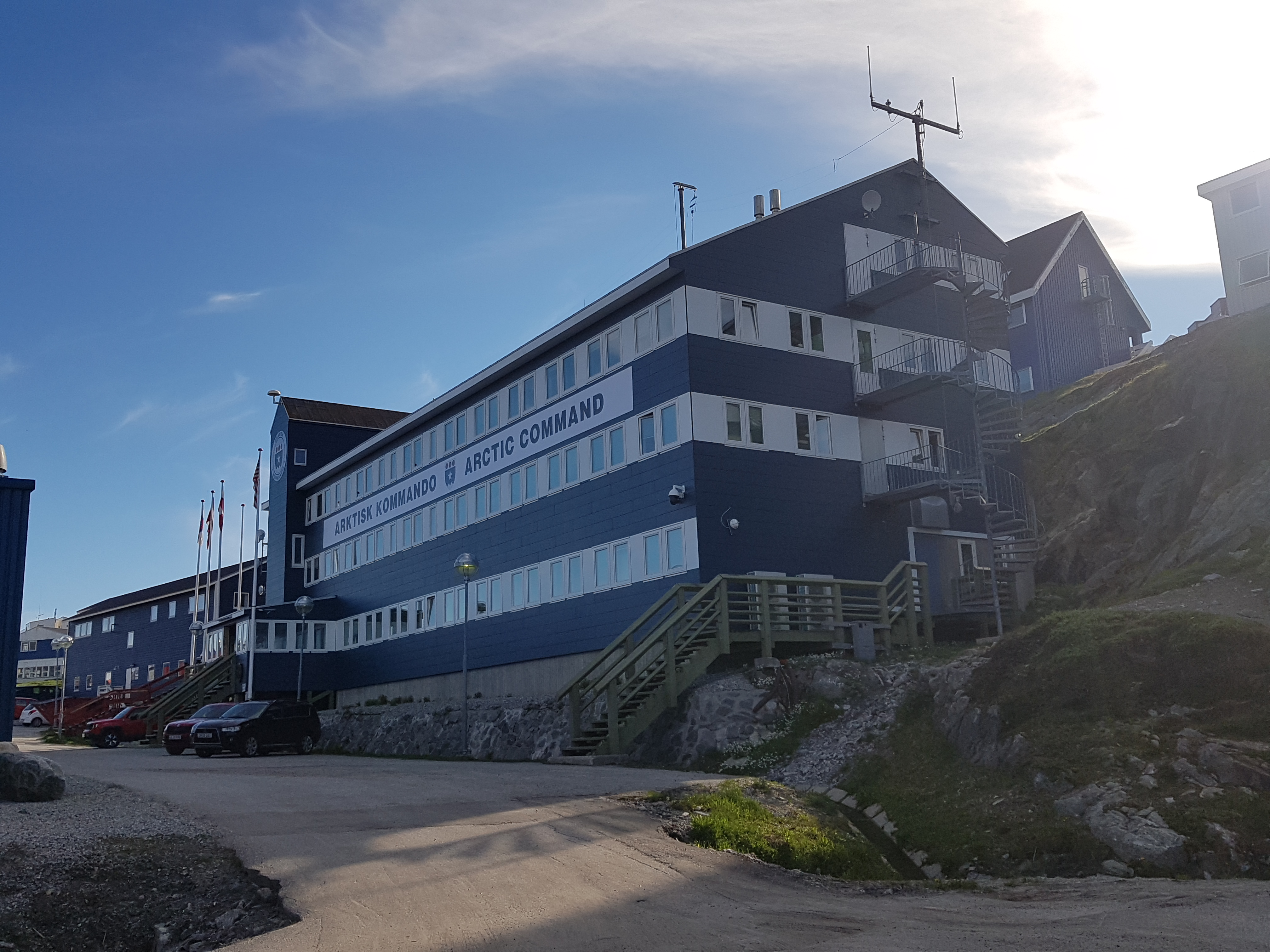
Hauptquartier des Arktisk Kommando in Nuuk (2022)

Das Arktisk Kommando hat einen Stützpunkt in Nuuk und einen in Tórshavn. Jener in Nuuk ist das Hauptquartier mit 36 Zivilisten und Militärs. In Tórshavn ist das Verbindungselement des Kommandos, das „Forbindelseselement Færøerne“ (FEF). Es ist im selben Gebäude wie Tórshavn Radio und Tilbúgvingarstovnur Føroya untergebracht. Insgesamt gibt es hier vier Militärs und zwei Zivilisten.[Beleg?]
Unter anderem ist dem Kommando die Sirius-Schlittenpatrouille unterstellt.

## Kommandeure
| Amtszeit  | Name                    | Lebensdaten |
| --------- | ----------------------- | ----------- |
| 2012–2015 | Stig Østergaard Nielsen | * 1954      |
| 2016–2020 | Kim Jesper Jørgensen    | * 1962      |
| 2021–2023 | Martin la Cour-Andersen | * 1963      |
| seit 2023 | Søren Andersen          | * 1966      |